# Phyllonorycter populifoliella
Phyllonorycter populifoliella es una especie de polilla del género Phyllonorycter, familia Gracillariidae. Fue descrita científicamente por Treitschke en 1833.
Habita en Finlandia, Rusia, Bielorrusia, Países Bajos, Austria, Alemania, Estonia, Portugal, India, Lituania, Francia, Noruega, Suecia y Dinamarca. Las larvas se alimentan de Populus x canadensis, Populus deltoides, Populus euramericana y Populus nigra. Los adultos vuelan en dos generaciones por año, de junio a julio y nuevamente de agosto a septiembre.